# Стаборщина
Стаборщина (бел. Стаборшчына) — деревня в Кричевском районе Могилёвской области Белоруссии. Входит в состав Бельского сельсовета.

## География
Деревня находится в северо-восточной части Могилёвской области, в пределах Оршанско-Могилёвской равнины, на правом берегу реки Чёрная Натопа, на расстоянии примерно 13 километров (по прямой) к северо-северо-востоку (NNE) от Кричева, административного центра района. Абсолютная высота — 161 метр над уровнем моря. К востоку от населённого пункта проходит республиканская автодорога Р15.

## История
До 1772 года деревня входила в состав Мстиславского воеводства Великого княжества Литовского.
Согласно «Списку населенных мест Могилёвской губернии» 1910 года издания населённый пункт входил в состав Телятковского сельского общества Малятичской волости Чериковского уезда Могилёвской губернии. В деревне имелось 11 дворов и проживало 50 человек (21 мужчина и 26 женщин).
27 сентября 2024 года Лобковичский сельсовет Кричевского района Могилёвской области переименован в сельсовет «Бельскі» (на русском языке – «Бельский»).

## Население

### Численность
- 2009 год — 3 жителей

### Динамика
- 2009 год — 3 жителей